# میرزاخان قراقویونلو
میرزاخان قراقویونلو (به ترکی آذربایجانی: Mirzəxan Qaraqoyunlu) یک منطقه مسکونی در جمهوری آذربایجان است که در شهرستان بردع واقع شده‌است. میرزاخان قراقویونلو ۵۲۵ نفر جمعیت دارد.